# 江西省银行
江西省銀行是1946年，江西裕民銀行遷還南昌後改組成立的，實收資本500萬元。
1949年，江西省銀行準備要發行的銀元輔幣券，有1角、2角、5角三款。但預定的時間為7月1日，但在這年的5月21日，共產黨的部隊已經佔領南昌，所以這批貨幣並沒有正式發行，最後運到台灣，一直到1982年時都存放在台中市政府大禮堂裡頭。 